# 小行星3899
小行星3899（英語：3899 Wichterle）是一颗围绕太阳公转的小行星。1982年9月17日，M. Mahrová在克列特发现了此天体。
这颗小行星的绝对星等为326.2560942216863等。